# Кловер (тауншип, округ Пайн, Миннесота)
Кловер (англ. Clover) — тауншип в округе Пайн, Миннесота, США. На 2000 год его население составило 316 человек.

## География
По данным Бюро переписи населения США площадь тауншипа составляет 93,6 км², из которых 93,1 км² занимает суша, а 0,5 км² — вода (0,55 %).

## Демография
По данным переписи населения 2000 года здесь находились 316 человек, 123 домохозяйства и 95 семей. Плотность населения —  3,4 чел./км². На территории тауншипа расположена 1281 постройка со средней плотностью 13,8 построек на один квадратный километр. Расовый состав населения: 91,77 % белых, 0,32 % афроамериканцев, 1,90 % коренных американцев, 3,80 % — других рас США и 2,22 % приходится на две или более других рас. Испанцы или латиноамериканцы любой расы составляли 4,75 % от популяции тауншипа.
Из 123 домохозяйств в 27,6 % воспитывались дети до 18 лет, в 69,9 % проживали супружеские пары, в 4,1 % проживали незамужние женщины и в 22,0 % домохозяйств проживали несемейные люди. 17,1 % домохозяйств состояли из одного человека, при том 5,7 % из — одиноких пожилых людей старше 65 лет. Средний размер домохозяйства — 2,57, а семьи — 2,92 человека.
23,7 % населения — младше 18 лет, 4,7 % — в возрасте от 18 до 24 лет, 20,6 % — от 25 до 44, 34,5 % — от 45 до 64, и 16,5 % — старше 65 лет. Средний возраст — 46 лет. На каждые 100 женщин приходилось 101,3 мужчин. На каждые 100 женщин старше 18 приходилось 100,8 мужчин.
Средний годовой доход домохозяйства составлял 56 250 долларов, а средний годовой доход семьи —  58 125 долларов. Средний доход мужчин —  24 000  долларов, в то время как у женщин — 21 500. Доход на душу населения составил 22 043 доллара. За чертой бедности находились 4,0 % семей и 9,1 % всего населения тауншипа, из которых 19,8 % младше 18 и 2,9 % старше 65 лет.